# Amt Freienohl
Das Amt Freienohl war ein  Amt im Kreis Arnsberg in der Provinz Westfalen und in Nordrhein-Westfalen. Im Rahmen der nordrhein-westfälischen Gebietsreform wurde das Amt zum 1. Januar 1975 aufgelöst. Rechtsnachfolger ist die Stadt Meschede.

## Geschichte

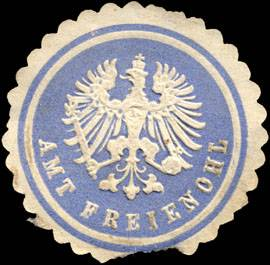
Siegelmarke Amt Freienohl

Im Rahmen der Einführung der Landgemeindeordnung für die Provinz Westfalen wurde 1844 im Kreis Arnsberg aus der Bürgermeisterei Freienohl das Amt Freienohl und aus der Bürgermeisterei Hellefeld das Amt Hellefeld gebildet. 
Zum Amt Freienohl gehörten anfänglich die Gemeinden Breitenbruch, Dinschede, Freienohl, Rumbeck und Uentrop, während das Amt Hellefeld anfänglich die Gemeinden Altenhellefeld, Grevenstein, Hellefeld, Herblinghausen, Linnepe, Meinkenbracht, Sundern, Visbeck und Westenfeld umfasste.

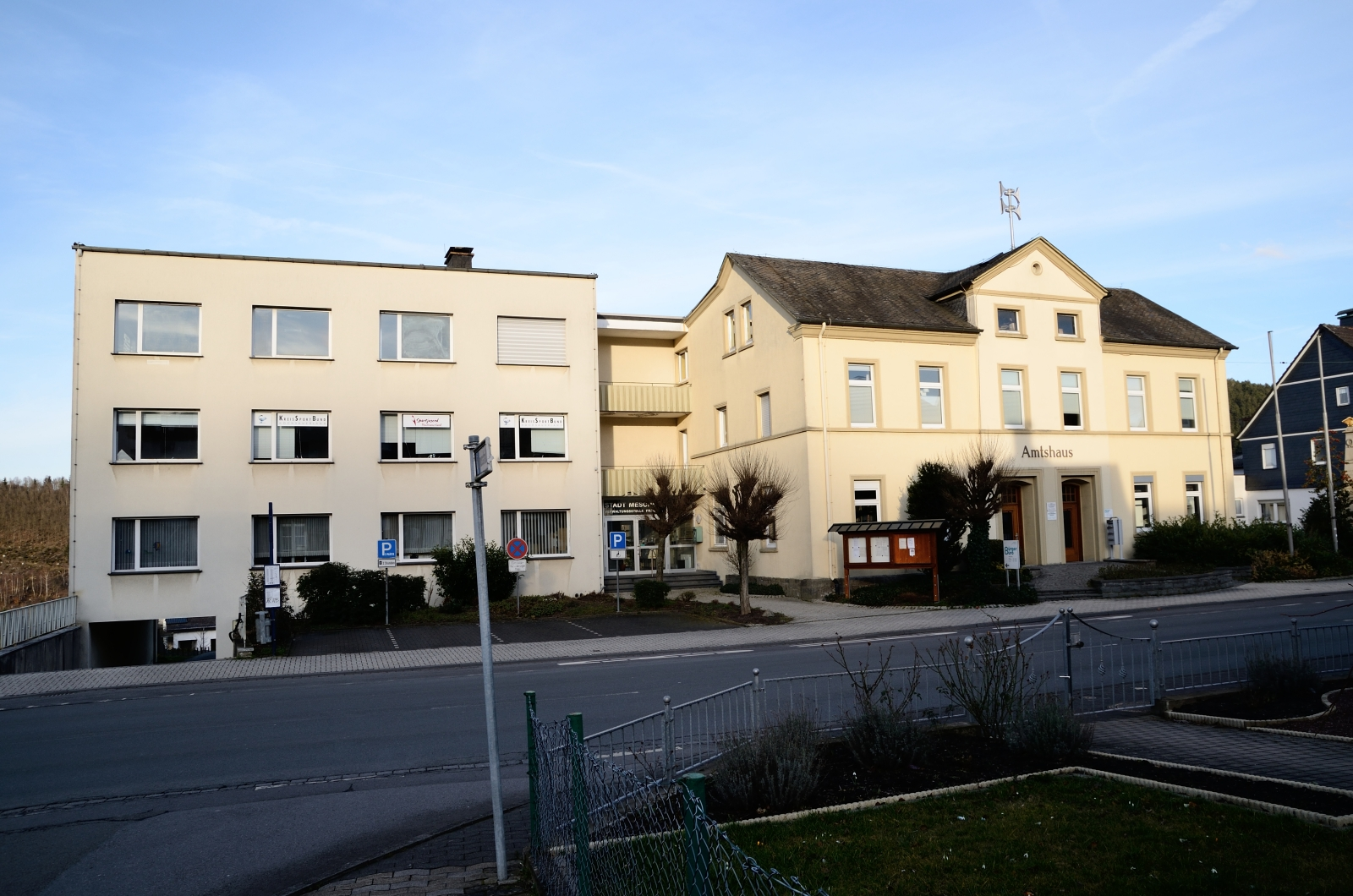
Ehemaliges Amtshaus in Meschede-Freienohl

Bereits 1845 wurde das Amt Hellefeld wieder aufgelöst. Bis auf die Gemeinde Sundern, die zum Amt Allendorf (später Amt Sundern) kam, wurden seine Gemeinden in das Amt Freienohl eingegliedert.
Die Gemeinde Dinschede wurde 1905 in Oeventrop umbenannt
und die Gemeinde Westenfeld wechselte 1952 aus dem Amt Freienohl in das Amt Sundern.
Das Amt umfasste seitdem bis 1975 zwölf Gemeinden:
- Altenhellefeld
- Breitenbruch
- Freienohl
- Grevenstein
- Hellefeld
- Herblinghausen
- Linnepe
- Meinkenbracht
- Oeventrop
- Rumbeck
- Uentrop
- Visbeck

Im Jahr 1961 hatte das Amt Freienohl bei einer Größe von 114,46 Quadratkilometern 13057 Einwohner.
1975 wurde das Amt durch das Sauerland/Paderborn-Gesetz aufgelöst:
- Breitenbruch, Oeventrop, Rumbeck und Uentrop kamen zur Stadt Arnsberg.
- Freienohl, Grevenstein und Visbeck sowie ein Teil von Herblinghausen (Frenkhausen) kamen zur Stadt Meschede.
- Altenhellefeld, Hellefeld, Herblinghausen (ohne Frenkhausen), Linnepe und Meinkenbracht kamen zur Stadt Sundern (Sauerland).

Die Städte Arnsberg, Meschede und Sundern (Sauerland) wurden Teil des neuen Hochsauerlandkreises.